# 1926 en football
Cet article présente les faits marquants de l'année 1926 en football.

## Avril
- Celtic est champion d’Écosse.
- 2 avril : fondation du FC Lorient.
- 10 avril : St Mirren FC remporte la Coupe d’Écosse face au Celtic, 2-0.
- 11 avril : au Stade Pershing de Paris, l'équipe de France s'impose 4-3 sur l'équipe de Belgique.
- Huddersfield Town FC champion d’Angleterre.
- 18 avril : à Toulouse, l'équipe de France s'impose 4-2 sur l'équipe du Portugal.
- 24 avril : Bolton Wanderers remporte la Coupe d’Angleterre face à Manchester City, 1-0
- 25 avril : au Stade olympique Yves-du-Manoir de Colombes, l'équipe de France s'impose 1-0 sur l'équipe de Suisse.

## Mai
- 9 mai : l’Olympique de Marseille remporte la Coupe de France face à l’AS Valentigney, 4-1.
- 16 mai : FC Barcelone remporte la Coupe d’Espagne face à l’Atlético de Madrid, 3-2.
- Beerschot est sacré champion de Belgique.
- 30 mai : à Vienne, l'équipe d'Autriche s'impose 4-1 sur l'équipe de France.

## Juin
- 13 juin : Fürth est champion d’Allemagne en s'imposant 4-1 en finale nationale face au Hertha BSC Berlin.
- 13 juin : au Stade olympique Yves-du-Manoir de Colombes, l'équipe de France s'impose 4-1 sur l'équipe de Yougoslavie.
- 20 juin : à Molenbeek, l'équipe de Belgique et l'équipe de France font match nul 2-2.

## Juillet
- 4 juillet : le Servette de Genève est champion de Suisse.

## Août
- 1er août : fondation du club italien du SSC Naples.
- 22 août : la Juventus est championne d’Italie.
- 26 août : fondation du club italien de l'AC Fiorentina.

## Octobre
- 24 octobre : Paulistano est champion de l'État de Sao Paulo.

## Novembre
- 21 novembre : le CR Flamengo est champion de l'État de Rio de Janeiro.

## Naissances
Plus d'informations : Liste d'acteurs du football nés en 1926.
- 4 février : Gyula Grosics, footballeur hongrois.
- 18 février : Jan Zwartkruis, entraîneur néerlandais.
- 4 mai : Valeriano López, footballeur péruvien.
- 5 mai : Víctor Ugarte, footballeur bolivien.
- 21 juin : Robert Ballaman, footballeur suisse.
- 4 juillet : Alfredo Di Stéfano, footballeur argentin.
- 12 août : René Vignal, footballeur français.
- 30 octobre : Xercès Louis, footballeur français.
- 26 novembre : Armand Penverne, footballeur français.
- 22 décembre : Alcides Ghiggia, footballeur uruguayen.